# Шип-Боттом (Нью-Джерсі)
Шип-Боттом (англ. Ship Bottom) — місто (англ. borough) в США, в окрузі Оушен штату Нью-Джерсі. Населення — 1098 осіб (2020).

## Географія
Шип-Боттом розташований за координатами 39°38′43″ пн. ш. 74°10′59″ зх. д. / 39.64528° пн. ш. 74.18306° зх. д. (39.645354, -74.183003).  За даними Бюро перепису населення США в 2010 році місто мало площу 2,59 км², з яких 1,85 км² — суходіл та 0,74 км² — водойми.

### Клімат
| Клімат : Шип-Боттом     | Клімат : Шип-Боттом | Клімат : Шип-Боттом | Клімат : Шип-Боттом | Клімат : Шип-Боттом | Клімат : Шип-Боттом | Клімат : Шип-Боттом | Клімат : Шип-Боттом | Клімат : Шип-Боттом | Клімат : Шип-Боттом | Клімат : Шип-Боттом | Клімат : Шип-Боттом | Клімат : Шип-Боттом | Клімат : Шип-Боттом |
| Показник                | Січ.                | Лют.                | Бер.                | Квіт.               | Трав.               | Черв.               | Лип.                | Серп.               | Вер.                | Жовт.               | Лист.               | Груд.               | Рік                 |
| Середній максимум, °C   | 4,6                 | 5,8                 | 9,6                 | 14,3                | 20,0                | 25,1                | 28,1                | 27,4                | 24,2                | 18,3                | 12,7                | 7,3                 | 16,5                |
| Середня температура, °C | 0,6                 | 1,8                 | 5,3                 | 10,2                | 15,7                | 20,9                | 24,1                | 23,5                | 19,9                | 13,8                | 8,6                 | 3,3                 | 12,3                |
| Середній мінімум, °C    | −3,3                | −2,2                | 1,1                 | 6,1                 | 11,4                | 16,7                | 20,1                | 19,5                | 15,7                | 9,3                 | 4,4                 | −0,7                | 8,2                 |
| Норма опадів, мм        | 85                  | 76                  | 104                 | 91                  | 78                  | 75                  | 100                 | 107                 | 78                  | 89                  | 79                  | 90                  | 1053                |
| Вологість повітря, %    | 66.9                | 65.0                | 63.2                | 64.5                | 67.3                | 71.6                | 71.1                | 72.5                | 71.6                | 70.2                | 68.9                | 67.8                | 68.4                |
| ----------------------- | ------------------- | ------------------- | ------------------- | ------------------- | ------------------- | ------------------- | ------------------- | ------------------- | ------------------- | ------------------- | ------------------- | ------------------- | ------------------- |
| Джерело: PRISM          |                     |                     |                     |                     |                     |                     |                     |                     |                     |                     |                     |                     |                     |

## Демографія
Згідно з переписом 2010 року, у селищі мешкало 1156 осіб у 555 домогосподарствах у складі 329 родин. Було 2066 помешкань
Расовий склад населення:
| - 92,9 % — білих - 1,3 % — чорних або афроамериканців - 0,4 % — азіатів - 0,2 % — корінних американців - 4,0 % — осіб інших рас |

До двох чи більше рас належало 1,2 %. Частка іспаномовних становила 9,2 % від усіх жителів.
За віковим діапазоном населення розподілялося таким чином: 12,0 % — особи молодші 18 років, 59,2 % — особи у віці 18—64 років, 28,8 % — особи у віці 65 років та старші. Медіана віку мешканця становила 54,2 року. На 100 осіб жіночої статі у селищі припадало 104,2 чоловіків;  на 100 жінок у віці від 18 років та старших — 99,4 чоловіків також старших 18 років.
Середній дохід на одне домашнє господарство  становив 99 588 доларів США (медіана — 63 977), а середній дохід на одну сім'ю — 110 126 доларів (медіана — 82 639). Медіана доходів становила 76 071 долар для чоловіків та 69 583 долари для жінок. За межею бідності перебувало 3,8 % осіб, у тому числі 0,0 % дітей у віці до 18 років та 3,1 % осіб у віці 65 років та старших.
Цивільне працевлаштоване населення становило 382 особи. Основні галузі зайнятості: освіта, охорона здоров'я та соціальна допомога — 23,8 %, роздрібна торгівля — 14,9 %, мистецтво, розваги та відпочинок — 11,5 %, будівництво — 11,5 %.